# Кальник (Винницкая область)
Кальни́к (укр. Кальник) — село на Украине, находится в Ильинецком районе Винницкой области.
Население по переписи 2001 года составляет 1 223 человека. Почтовый индекс — 22732. Телефонный код — 43-45.
В XVII веке полковый центр Кальницкого полка — административной единицы Правобережной Украины.
В числе уроженцев села польский писатель Ярослав Ивашкевич и Герой Советского Союза Александр Западинский.

## Адрес местного совета
22732 Винницкая область, Иллинецкий район, с. Кальник, ул. Ленина, 146